# 1912년 하계 올림픽 승마
1912년 하계 올림픽 승마는 1912년 7월 13일부터 7월 17일까지 스웨덴 스톡홀름에서 개최된 승마 대회로, 마장마술, 종합마술, 장애물 비월의 개인 종목과 단체 종목 총 5개 세부종목으로 나뉘어 치러졌다.
승마가 올림픽 종목으로 채택된 것은 1900년 하계 올림픽 이후 처음으로, 이번이 사상 두번째였다. 벨기에, 칠레, 덴마크, 프랑스, 독일, 영국, 노르웨이, 러시아, 스웨덴, 미국 등 총 10개국이 참가하였다. 다만 3개 분야에 선수를 제대로 출전시킨 국가는 스웨덴과 독일이 유일하였으며, 나머지 국가들은 두세 분야의 종목에서 여러 명의 기수와 말을 출전시켰다. 3개 종목에 출전한 엔트리는 88건에 달했으며, 기수는 62명, 말은 70마리가 출전하였다.

## 세부종목

### 장애물 넘기
장애물 경기에는 8개국 40명의 선수가 참가하였으며, 장애물 15개에 비월 (飛越) 29회로 구성된 전용코스에 출전하였다. 각 장애물의 최대 높이는 1.40m, 너비는 4.00m였으며 비월속도 기준은 400m/분이었다. 개인전과 단체전은 같은 코스에서 진행되었지만 별도로 개최되었다. 개인 장애물 종목에는 국가당 최대 6명의 선수의 출전이 승인되었다.

### 마장마술
마장마술 대회에는 8개국 21명의 선수가 참가했다. 피아프 (piaffe)와 패시지 (passage) 등의 동작은 제외하고, 최대 높이 1.10m의 장애물 비월 5회에, 최종 장애물로 통이 말을 향해 굴러오면 비월해야 한다는 점에서 오늘날의 경기방식과 달랐다. 또한 한 손으로 승마를 펼치면 추가점수가 부여되었다.

### 종합마술
종합마술 대회에는 7개국 27명의 선수가 참가했다. 단체전에는 국가당 3~4명의 선수가 참가했으며 군마 장교 출신들로 구성되었다. 경기는 닷새 동안 치러져 현재의 경기방식과 달랐다. 
- 1일차 - 4시간 동안 경기가 진행되었으며, 55km 길이에 장애물 12개가 설치된 크로스컨트리 코스를 각 선수당 15분 내에 완주하는 경기였다.
- 2일차 - 경주마의 휴식일로 삼았다.
- 3일차 - 장애물 10개가 설치된 3500m 코스 장애물 경기가 진행되었으며, 각 선수당 5분 50초 만에 완주하는 경기였다.
- 4일차 - 장애물 비월 시범경기가 진행되었으며, 각 선수는 최대 높이 1.30m, 너비 3.00m의 장애물 15개가 설치된 코스를 통과하였다.
- 5일차 - 마장마술 시합이 진행되었으며, 각 단계마다 최대 10점을 얻을 수 있었다.

## 참가국
이번 대회에는 10개국 62명의 선수가 참가하였다.
- 벨기에 (4)
- 칠레 (2)
- 덴마크 (4)
- 프랑스 (4)
- 독일 (13)
- 영국 (4)
- 노르웨이 (3)
- 러시아 (7)[2]
- 스웨덴 (17)
- 미국 (4)

## 경기 결과
괄호 안의 명칭은 각 선수가 사용한 경주마의 이름이다.
| 종목                 | 금 | 은 | 동 |
| -------------------- | --- | --- | --- |
| 개인 마장마술 자세히 | 카를 본데 · (Emperor) (SWE) | 구스타프 아돌프 볼텐스테른 · (Neptun) (SWE) | 한스 본 블릭센피네케 · (Maggie) (SWE) |
| 개인 종합마술 자세히 | 악셀 노르들란데르 · (Lady Artist) (SWE) | 프리드리히 폰 로호브 · (Idealist) (GER) | 자크 카리우 · (Cocotte) (FRA) |
| 단체 종합마술 자세히 | 스웨덴 (SWE) · 악셀 노르들란데르 · (Lady Artist) · 닐스 아들레르크레웃스 · (Atout) · 에른스트 카스파르손 · (Irmelin) · 헨리크 호른 아프 오민네 · (Omen) | 독일 (GER) · 프리드리히 폰 로호브 · (Idealist) · 리하르트 그라프 폰 셰스베르크탄하임 (Grundsee) · 에두아르트 폰 뤼트켄 · (Blue Boy) · 카를 폰 뫼르스 · (May-Queen) | 미국 (USA) · 벤 리어 · (Poppy) · 존 몽고메리 · (Deceive) · 가이 헨리 · (Chiswell) · 이프레임 그레이엄 · (Connie)                                                |
| 개인 장애물 자세히   | 자크 카리우 · (Mignon) (FRA) | 라보트 폰 크뢰허 · (Dohna) (GER) | 에마뉘엘 더 블로마르트 · (Clomore) (BEL) |
| 단체 장애물 자세히   | 스웨덴 (SWE) · 구스타프 레벤하웁트 · (Medusa) · 구스타프 실만 · (Gåtan) · 한스 본 로센 · (Lord Iron) · 프레드리크 로셍크란트스 · (Drabant)              | 프랑스 (FRA) · 피에르 뒤푸르 다스타포르 · (Amazone) · 자크 카리우 · (Mignon) · 에르네스트 메이예르 · (Allons-y) · 가스통 세이녜르 · (Cocotte)                      | 독일 (GER) · 지기스문트 프라이어 · (Ultimus) · 빌헬름 그라프 폰 호에나우 · (Pretty Girl) · 에른스트 델로흐 · (Hubertus) · 프린체 프리드리히 카를 · (Gibson Boy) |

## 메달 순위
| 순위       | 나라         | 금 | 은 | 동 | 합계 |
| ---------- | ------------ | -- | -- | -- | ---- |
| 1          | 스웨덴 (SWE) | 4  | 1  | 1  | 6    |
| 2          | 프랑스 (FRA) | 1  | 1  | 1  | 3    |
| 3          | 독일 (GER)   | 0  | 3  | 1  | 4    |
| 4          | 벨기에 (BEL) | 0  | 0  | 1  | 1    |
| 4          | 미국 (USA)   | 0  | 0  | 1  | 1    |
| 합계 (5개) | 합계 (5개)   | 5  | 5  | 5  | 15   |

## 심사위원
심사위원단은 다음과 같다.
장애물
- A. 아델스베르드 중령 (심사위원장)
- J. 아케르만 중령 (심사위원)

마장마술
- B. 세데르스트룀 대령 (심사위원장)
- W. 크로네보르 소령 (심사위원)
- P. 카르스텐 소령 (심사위원)
- 쇼드롱 드 쿠르셀 대위 (심사위원)
- 바우만 대위 (심사위원)
- 가브리엘 베르트린 대위 (심사위원)
- 독일 - 파울 사이페르트 대령 (심사위원)

종합마술
- Th. 루덴시욀드 대령 (심사위원장)
- C. 크뇌스 대위 (심사위원)